# 列夫·托爾斯泰著作列表
列夫·托爾斯泰著作等身，直到現在，他所有的作品合共有90冊。以下為他的部份作品。

## 小说
- 《童年》(Детство，1852年)
- 《少年》(Отрочество，1854年)
- 《青年》(Юность，1856年)
- 《一个地主的早晨》
- 《塞瓦斯托波爾紀事》(Севастопольские рассказы，1855年–1856年)
  - 《一八五四年十二月之塞瓦斯托波爾》(Севастополь в декабре месяце，1854年)
  - 《一八五五年五月之塞瓦斯托波爾》(Севастополь в мае，1855年)
  - 《一八五五年八月之塞瓦斯托波爾》(Севастополь в августе 1855 года，1855年)
- 《哥萨克》(Казаки，1863年)
- 《战争与和平》四卷(Война и мир，1865年–1869年)
- 《高加索的俘虏》(Кавказский Пленник，1872年)
- 《谢尔基神父》(Отец Сергий，1873年)
- 《安娜·卡列尼娜》(Анна Каренина，1875年–1877年)
- 《忏悔录》(1882年)
- 《伊凡·伊里奇之死》(Смерть Ивана Ильича，1886年)
- 《一个人需要多少土地？》(Много ли человеку земли нужно，1886年)
- 《克莱采奏鸣曲及其他故事》(Крейцерова соната，1889年)
- 《霍斯托密尔：一隻馬的故事》(1864年, 1886年)
- 《为什么》
- 《卢塞恩》
- 《舞会以后》
- 《复活》(Воскресение 1899年出版)
- 《哈吉·穆拉特》(Хаджи-Мурат 1896年-1904年撰寫，1912年出版)

## 散文
- 《什么是艺术？》(1897年)
- 《天国在你们心中》
- 《到底怎么办》
- 《当代的奴隶制度》
- 《回忆录》（未完成）
- 《給自由主義者的信》 (英語，1898年)
- 《三個問題》

## 戏剧
- 《黑暗的势力》(Власть тьмы，1886年)
- 《光在黑暗中发亮》(1890年)
- 《教育的果实》(1891年)
- 《活屍》(Живой труп，1900年)

## 编著
- 《启蒙读本》
- 《生活之路》

## 日记
- 《托尔斯泰日记》
- 《托尔斯泰最后的日记》
- 《托尔斯泰夫人日记（上下）》

## 文集
- 《托尔斯泰全集》90卷，1928-1958，苏联国家文学出版社
- 《托尔斯泰小说全集》12册，2004-07 上海文艺出版社
- 《托尔斯泰文集》17卷，2004-07  人民文学出版社